# Elfriede Anna Springer
Elfriede Anna Springer (ur. 5 kwietnia 1886 w Żaganiu, zm. 29 listopada 1959 w Lipsku) – niemiecka rysowniczka i ilustratorka. Przedstawiała przede wszystkim zabytki śląskiej architektury tworzące dziedzictwo kulturowe regionu. Jej prace publikowano w prasie, wydawnictwach książkowych, stanowiły motywy pocztówek. Były to głównie rysunki wykonane ołówkiem, piórkiem i węglem.
Całe zawodowe życie związała z prywatną szkołą dla dziewcząt im. cesarzowej Augusty Wiktorii w Legnicy, gdzie pracowała jako nauczycielka rysunku, zasad perspektywy i kompozycji.

## Wykształcenie
Pochodziła z rodziny o tradycjach nauczycielskich. Jej ojciec, Bertold Springer, uczył w Seminarium Królewskiego w Żaganiu, w zawodzie nauczycielskim pracował także jej dziadek. Elfriede w Żaganiu pobierała nauki w szkole dla dziewcząt. Zdolności plastyczne ujawniła już w dzieciństwie, była posyłana na prywatne lekcje rysunku i kursy malowania.
Edukację kontynuowała w Szkole Sztuki i Rzemiosła Artystycznego we Wrocławiu (Königliche Kunst-und Kunstgewerbeschule), której dyrektorem był w tym czasie Hans Poelzig, niemiecki architekt. Studiowała prawdopodobnie w istniejącym przy uczelni seminarium dla nauczycieli rysunku. Było ono popularne wśród kobiet, ponieważ pozwalało zdobyć zawód. Pobierała tam lekcje rysunku, malarstwa, metodyki nauczania, historii sztuki. W roku akademickim 1911/1912 zdała egzamin uprawniający do wykonywania zawodu nauczyciela rysunków w szkołach średnich. Uzyskała też uprawnienia pozwalające na prowadzenie zajęć z prac ręcznych i gimnastyki.

## Praca zawodowa
Początkowo pracowała w prywatnych wrocławskich szkołach. W 1913 r. zamieszkała w Legnicy i zatrudniła się w szkole dla dziewcząt im. cesarzowej Augusty Wiktorii (Auguste-Victoria-Schule, gdzie doczekała emerytury. Springer lubiła swój zawód i uważała, że praca z młodymi ludźmi jest (…) bardzo ciekawa i piękna. Rysunku uczyła na przykładach zabytkowych obiektów w Legnicy i okolicy. Słynęła z tego, że zajęcia często prowadziła w terenie, a uczennice zabierała poza miasto.

## Twórczość
Praca dydaktyczna gwarantowała Elfriede Springer utrzymanie i była istotnym elementem życia. Jednak jej pasję stanowiło przede wszystkim rysowanie zabytków architektury reprezentujących wielkie epoki w sztuce. Fascynowała ją ich wartość historyczna. Twórczość rysowniczki miała wartość dokumentalną, ale celem jej artystycznej działalności było także, by jak największej ilości bliźnich przekazać wiedzę i radość z piękna, które powstawało przez stulecia. Rysowaniu obiektów, które były wynikiem niemieckiego osadnictwa na terenach wschodnich, poświęcała cały wolny czas.

### Cel, tematyka, środki graficzne
Architektura, czasem pejzaż, nigdy człowiek. Na motywy prac najczęściej wybierała śląskie zamki i pałace powstałe w różnych okresach i reprezentujące różnorodne architektoniczne style. Przedstawiała także kościoły, klasztory, ratusze, budowle obronne, ponadto mieszczańskie kamienice, ulice, place, urokliwe zaułki i malownicze ruiny, mosty, fontanny i rzeźby, detale architektoniczne, zabytkowe wnętrza, a także panoramy miast, pejzaże, chłopskie domy, zagrody, kuźnie. Obiekty te znajdowały się w Legnicy i okolicach, ale także na całym Śląsku. W kręgu jej zainteresowań znalazły się także inne regiony Niemiec oraz Austria, Szwajcaria i Włochy.
Rysunki artystki charakteryzuje swoisty styl i łatwo je rozpoznać. Widoczna jest w nich dbałość o odtworzenie detalu architektonicznego, dyscyplina w podporządkowaniu linii i płaszczyzn kształtom i przedmiotom, a także umiejętność redukcji, która pozwala za pomocą kilku kresek oddać to, co istotne. Sięgała ona po środki graficzne dekoracyjne (stosowała linię i kratownicę, odtwarzała wygląd nieba). Jej prace to głównie rysunki wykonane ołówkiem, piórem, węglem, ale także akwarele, ponadto obrazy olejne i miedzioryty.
W 1956 r. rysowniczka oceniała swój dorobek na około 5 tysięcy motywów. Największy zbiór jej prac (około 170 rysunków i akwarel) znajduje się w Liegnitzer Sammlung Wuppertal, pewna część pozostaje w prywatnych kolekcjach, po jednym rysunku mają Muzeum Narodowe we Wrocławiu i Muzeum Miedzi w Legnicy.

### Publikacje: pocztówki, prasa, książki
Prace rysowniczki stały się znane dzięki rozpowszechnieniu na kartach pocztowych i dzięki reprodukcjom w lokalnej prasie (m.in. Liegnitzer Tageblatt, Görlitzer Nachrichten). Były również publikowane w wielu czasopismach i różnych wydawnictwach książkowych, także w przewodnikach krajoznawczych i historycznych.
Pocztówki z jej reprodukcjami były wykonane przede wszystkim metodą litografii. Pojawiły się w obiegu po zakończeniu I wojny, a następnie były drukowane po II wojnie światowej.
W 1925 r. artystka nawiązała współpracę z lokalnym dziennikiem Liegnitzer Tageblatt. W czasie blisko 20 lat dostarczyła redakcji około 700 rysunków, głównie ilustracji do tekstów o charakterze krajoznawczym, również o zabytkach i historii Śląska, czasem dotyczących aktualnych wydarzeń (np. budowy dworca kolejowego w Legnicy, powstanie zakładów energetycznych w tymże mieście).
W latach 30.  Springer wydała trzytomową książkę poświęconą śląskim zabytkom (w oficynie Heinricha Krumbhaara). Przedsięwzięcie sfinansowała sama. Publikacje w założeniu miały wzbudzić zainteresowanie wschodnią częścią Niemiec, sztuką i pogłębiać uczucia patriotyczne. Cieszyły się popularnością. Pierwszy tom (wyd. 1931 r.), który zawierał 116 reprodukcji przedstawiających zabytki z 86 miejscowości Dolnego Śląska, miał co najmniej trzy wydania. Władze Legnicy zaleciły korzystanie pozycji do prowadzenie lekcji o tematyce regionalnej. Drugi tom (z 95 ilustracjami różnych miejscowości Dolnego Śląska) doczekał się dwóch wydań. Trzeci tom mieścił 104 ilustracje śląskich zabytków, w tym kilku z Górnego Śląska.
W 1939 r. oficyna Fritza Bokӓmpera w Göerliz wydała album Springer przedstawiający pogranicze Śląska, Łużyc i Saksonii. Zawiera około 150 ilustracji opatrzonych autorskimi tekstami krajoznawczymi.
Prace rysowniczki znalazły się też w publikacjach takich jak Chronik der Stadt Liegnitz (1940) czy „ojczyźniany” kalendarz dla legniczan (1942). Pierwsza z pozycji, obok tekstu o dziejach Legnicy, sporo miejsca poświęciła opisowi czasów narodowego socjalizmu. W drugiej zamieszono wizerunki Hitlera, gauleitera Karla Hankego, teksty na temat wojny, ale też informacje lokalne.
Po wojnie współpracowała z redakcją pisma Liegnitzer Heimatbrief kierowanego do dawnych legniczan. Publikowała tam rysunki i artykuły o zabytkach Śląska, a także wspomnienia.

## Znawczyni dziejów Śląska
Elfriede Springer była uznawana za ekspertkę w dziedzinie zabytków i dziejów Śląska. Pisała na ten temat artykuły. Stowarzyszenia i instytucje zapraszały ją do wygłaszania wykładów, na tematy historyczne, m.in. w 1944 r. Nadprezydent Dolnośląskiej Prowincji we Wrocławiu powierzył jej prestiżowe zadanie, jakim było wygłoszenie serii wykładów (ilustrowanych przeźroczami z jej rysunkami) pt. „1000 lat śląskiej historii w 25 miastach Śląska”. Podobne prelekcje prowadziła także po wojnie.

## Dorobek
W 1956 r. rysowniczka oceniała swój dorobek na około 5 tysięcy motywów. Największy zbiór jej prac (około 170 rysunków i akwarel) znajduje się w Liegnitzer Sammlung Wuppertal, pewna część pozostaje w prywatnych kolekcjach, po jednym rysunku mają Muzeum Narodowe we Wrocławiu i Muzeum Miedzi w Legnicy.

## Prywatnie
W dzieciństwie mieszkała w Żaganiu przy dzisiejszej ulicy Przyjaciół Żołnierza 18 (Halbauer Straße). Jako czteroletnie dziecko straciła matkę, sześć lat później jej ojciec ponownie się ożenił. Stosunki z macochą ułożyły się dobrze, Elfriede nazywała macochę kochaną drugą matką i doceniała oddanie, z jakim ta prowadziła dom.
Po przeprowadzce do Legnicy rysowniczka zamieszkała przy Złotoryjskiej 106(Goldberger Straße), gdzie zajmowała pierwsze piętro w czterokondygnacyjnej kamienicy. W 1938 r., jako emerytowana nauczycielka, kupiła dom z ogrodem na Starych Piekarach (Groß Beckern), oddalony 3 km od miasta.
Rysowanie, a szczególnie wyszukanie odpowiedniego obiektu, wymagało wysiłku fizycznego, ale i nakładów finansowych. Elfriede Springer po okolicy poruszała się głównie rowerem. Czasem były to nawet kilkutygodniowe wyjazdy. Przy większych odległościach korzystała z samochodów firmowych rozwożących po okolicy prasę i, oczywiście z kolei.
Po wojnie (jako 66-letnia kobieta) wraz z innymi niemieckimi mieszkańcami została zmuszona do opuszczenia Legnicy. Wyjechała jesienią 1946 r. Razem z macochą zamieszkała w Löbichau, a po jej śmierci (1947) przeniosła się do Lipska, gdzie kontynuowała twórczość. Zmarła 29 listopada 1959 r., została pochowana w  miejscowości Großstechen. Dramatyczne przeżycia z lat 1945-1946 (splądrowany dom, przymusowa ewakuacja) opisała we wspomnieniach w Liegnitzer Heimatbrief.

## Odniesienia
Współczesne rysowniczce środowisko artystyczne Legnicy reprezentowali: Frida von Hauffe-Gromadzinski, Charlotte Hasselmann, Walter Bayer, Herbert Schnürpel, Max Weese, van Rietschoten, Carl Loewe. Jednak trudno znaleźć analogie pomiędzy ich pracami a dziełami Springer. Jej twórczość jest porównywana przede wszystkim z dorobkiem Teodora Blätterbauera, innego związanego z Legnicą malarza żyjącego w drugiej połowie XIX w. Oboje pracowali jako nauczyciele rysunku, łączył ich szacunek do historii i zabytków, które uwieczniali na swoich pracach, Duża część ich dzieł przedstawia miasto, z którym związali sporą część życia. H.J. Henske w książce nt. twórczości Blätterbauera i Springer wskazuje ich oboje jako najbardziej znanych legnickich artystów.
Natomiast M. Szafkowska  podkreśla, że Elfriede Springer autorka wielu rysunków o wyraźnym zacięciu inwentaryzatorskim, pokazujących zabytki śląskiej architektury, wyrosła z tutejszego ilustratorstwa krajoznawczego, zapoczątkowanego w XVIII w. przez rysownika, kronikarza i geometrę, Friedricha B. Wernera.
Twórczość rysowniczki doceniana była przez Ślązaków osiadłych po II wojnie w Niemczech i przede wszystkim te środowiska zajmowały się popularyzacją jej dorobku.